# Wystawa "Venus" w Krakowie
Wystawa „Venus” w Krakowie – wystawa fotograficzna aktu i portretu kobiecego organizowana od roku 1970 przez Krakowskie Towarzystwo Fotograficzne. Ostatnia wystawa odbyła się w 1991 w galerii „Pod Krzywym Dębem” przy ul. Karmelickiej 55.

## Historia
Pierwsza ogólnopolska wystawa fotograficzna aktu i portretu kobiecego „Venus 70” została otwarta w Krakowie 5 maja 1970 z okazji 75-lecia istnienia Krakowskiego Towarzystwa Fotograficznego w galerii KTF w pałacu Pugetów przy ul. Bohaterów Stalingradu 13 (dziś Starowiślnej). Wystawa cieszyła się wielką popularnością. Obejrzało ją ponad 200 tysięcy widzów.
Od roku 1971 impreza zyskała zasięg międzynarodowy. W konkursach brały udział tysiące najlepszych fotografików z ponad 90 krajów.
Wystawa „Venus” to fotografia artystyczna nawiązująca do piękna klasycznego. Dzięki niej Polska i Kraków stały się centrum sztuki fotograficznej w dziedzinie aktu i portretu. Zdjęcia przychodziły z najdalszych i najbardziej egzotycznych zakątków świata: Peru, Izraela, Brazylii, Nowej Zelandii, USA, Tajwanu, Hongkongu, Tajlandii, Australii, a nawet z Czarnej Afryki.
Jury przyznawało nagrody w trzech kategoriach: zdjęcia czarno-białe, kolorowe i slajdy. Twórcy mogli otrzymać Grand Prix (statuetka przedstawiająca wyrzeźbioną Wenus), złote, srebrne i brązowe medale oraz dyplomy honorowe.

### Venus 70
Pierwsza ogólnopolska wystawa fotograficzna aktu i portretu kobiecego „Venus 70” – w galerii Krakowskiego Towarzystwa Fotograficznego w pałacu Pugetów przy ul. Bohaterów Stalingradu 13 (obecnie Starowiślna).

### Venus 71
Pierwsza międzynarodowa wystawa fotograficzna aktu i portretu kobiecego „Venus 71”.

### Venus 74
V Międzynarodowy Salon Fotografii Artystycznej „Venus 74” – Grand Prix otrzymał Witold Michalik za cykl „Macierzyństwo”.

### Venus 79
X Międzynarodowy Salon Fotografii Artystycznej „Venus 79” – Grand Prix otrzymał Jan Zych (fotograf).

### Venus 83
XIV Międzynarodowy Salon Fotografii Artystycznej „Venus 83” pt. „Akty i portret” otwarto 29 czerwca 1983. Nadesłano 2,5 tys. prac z 46 krajów. Zakwalifikowano 426 prac z 35 krajów. Grand Prix otrzymał Yoshiyuki Ikuhara z Japonii za barwne fotogramy, a złoty medal otrzymał Pierre de Jung z Holandii. Za czarno-białe fotogramy złote medale otrzymali Josep Maria Ribas i Prous z Hiszpanii oraz Herman Josef Riedl z RFN. Za przeźrocza złote medale otrzymali Osvaldo Buzzi z Włoch i Gerald Kepfer z Austrii.

### Venus 88
Na „Venus 88” nadesłano około 8 tys. fotogramów od około 559 autorów z 38 krajów. Grand Prix zdobył Martin Meier z RFN za cykl slajdów. Niemcy otrzymali ponadto medale: złoty – Ferdinand Lause, srebrny – Frantz Pentz, brązowy – Julius Eder, Bruno Tocha, Horst Wesche i 9 dyplomów honorowego wyróżnienia.
„Venus 88” oceniało jury w składzie: Jerzy Baranowski, Paweł Pierściński, Andrzej Krynicki i Władysław Klimczak, prezes Krakowskiego Towarzystwa Fotograficznego.

### Venus 91
Ostatnia wystawa fotograficzna aktu i portretu kobiecego „Venus 91” – w galerii „Pod Krzywym Dębem” przy ul. Karmelickiej 55.

## Opinie
"Wystawy „Venus” miały kolosalny wpływ na tak zwaną kulturę masową, na postrzeganie piękna kobiecego ciała, na sposób pokazania, wreszcie na wyczucie i estetykę w fotografii, a co za tym idzie także w innych dziedzinach sztuki".
"Organizowana cyklicznie, lecz z przerwami (jak to w PRL często bywało) wystawa fotografii aktu kobiecego stała się nie tylko znakiem względnej liberalizacji – także obyczajowej – czasów tow. Gierka, lecz przeszła do historii polskiej fotografii jako jeden z najbardziej kontrowersyjnych i najchętniej odwiedzanych projektów wystawowych".

## Fotograficy
- Witold Englender – "Kobieta-portret, pejzaż, akt", czyli pierwsza "Venus" w Krakowie[10]
- Tadeusz Link – I Ogólnopolski Salon Fotografii Artystycznej "Venus 70 – Akt i Portret"
- Henryk Tomasz Kaiser – Akt i Portret "Venus" (1975)
- Witold Michalik – Grand Prix za cykl „Macierzyństwo” na V Międzynarodowym Salonie Fotografii Artystycznej „Venus 74”[4]

## Jury
- Jerzy Baranowski – wiceprezes KTF do Spraw Artystycznych i Wystawowych
- Krzysztof Kamiński[11] – członek Związku Polskich Artystów Fotografików
- Władysław Klimczak – prezes Krakowskiego Towarzystwa Fotograficznego
- Andrzej Krynicki
- Paweł Pierściński – członek honorowy Związku Polskich Artystów Fotografików